# 벳쇼 고로
벳쇼 고로(일본어: 別所 浩郎, 1953년 2월 5일 ~ )는 일본의 외교관이다. 외무성 정무 담당 외무심의관을 거쳐 2012년 9월부터 2016년 6월까지 주대한민국 특명전권대사를 맡았고, 2016년 6월부터 주유엔 일본 정부 대표부 특명전권대사를 맡고 있다.

## 생애
도쿄도 출신으로 부친의 업무 관계로 초·중학교 시절에는 뉴질랜드에서 생활했다. 1975년 도쿄 대학 법학부를 졸업했고 1995년 외무성 북동아시아과장, 2001년 4월부터 고이즈미 준이치로 총리 비서관, 2007년 국제협력국 초대 국장, 2008년 종합외교정책국장, 2010년 8월 정무 담당 외무심의관을 두루 역임했다. 2012년 10월 30일에 주대한민국 특명전권대사로 부임하여 2016년 6월까지 맡았고 2016년 6월에 주유엔 일본 정부 대표부 특명전권대사로 부임했다.

## 취미
일본의 전통예능인 노가쿠를 즐기고 있다.
| 전임 무토 마사토시 | 제18대 주대한민국 일본 대사 2012년 9월 ~ 2016년 6월 | 후임 나가미네 야스마사 |